# Мотлі (округ, Техас)
Шаблон:StateAbbr_ 34°05′ пн. ш. 100°47′ зх. д. / 34.08° пн. ш. 100.79° зх. д.
Округ Мотлі (англ. Motley County) — округ (графство) у штаті Техас, США. Ідентифікатор округу 48345.

## Історія
Округ утворений 1876 року.

## Демографія
За даними перепису 2000 року загальне населення округу становило 1426 осіб, усе сільське. Серед мешканців округу чоловіків було 719, а жінок — 707. В окрузі було 606 домогосподарств, 435 родин, які мешкали в 839 будинках. Середній розмір родини становив 2,82.
Віковий розподіл населення поданий у таблиці:
| Стать    | До 15 років | 15-21 | 22-29 | 30-39 | 40-49 | 50-65 | 65-85 | Понад 85 |
| -------- | ----------- | ----- | ----- | ----- | ----- | ----- | ----- | -------- |
| Чоловіки | 152         | 74    | 50    | 68    | 105   | 127   | 135   | 8        |
| Жінки    | 116         | 51    | 48    | 72    | 92    | 133   | 161   | 34       |

## Суміжні округи
- Голл — північ
- Коттл — схід
- Дікенс — південь
- Флойд — захід
- Бриско — північний захід
- Кінг — північний захід

## Виноски
1. ↑  U.S. Decennial Census. United States Census Bureau. Архів оригіналу за 19 липня 2018. Процитовано 4 травня 2015.
2. ↑  Texas Almanac: Population History of Counties from 1850–2010 (PDF). Texas Almanac. Архів оригіналу (PDF) за 19 квітня 2015. Процитовано 4 травня 2015.
3. ↑  State & County QuickFacts. United States Census Bureau. Архів оригіналу за 18 жовтня 2011. Процитовано 22 грудня 2013.(англ.) Наведено за англійською вікіпедією.
4. ↑  American FactFinder. Бюро перепису населення США. Архів оригіналу за 26 лютого 2012. Процитовано 31 січня 2008.

| США | Це незавершена стаття з географії США. Ви можете допомогти проєкту, виправивши або дописавши її. |